# جوراسيك وورلد أيفلوشن
جوراسيك وورلد أيفلوشن (بالإنجليزية: Jurassic World Evolution)‏ هي لُعبة فيديو من نوع محاكاة التجارة من تطوير ونشر فرونتير ديفلوبمنتس. استنادًا إلى فيلم العالم الجوراسي لعام 2015. تم إصدار اللُعبة في 12 يونيو 2018 لنظام التشغيل مايكروسوفت ويندوز، وبلاي ستيشن 4، وإكس بوكس ون. وصدرت على جهاز نينتندو سويتش باسم جوراسيك وورلد أيفلوشن: كومبليت اديشن، في 3 نوفمبر 2020. في اللٌعبة يقوم اللاعبون ببناء حديقة ديناصورات في أرخبيل «لاس سينكو مويرتس»، وهي مجموعة من خمس جزر تُعرف أيضًا باسم «فايف ديث». تحتوي اللُعبة على أكثر من 40 نوعًا من الديناصورات. يُمكن تعديل جيناتهم لتقديم صفات جديدة. يتم منح اللاعبين عقودًا للوفاء بها ثلاثة أقسام هي العلوم، والأمن، والترفيه، مما يسمح لهم بالتقدم. يمكن فتح وضع الحماية الذي تم ضبطه على إيسلا نوبلار، يمكن استخدامه أيضًا من القائمة الرئيسية دون الحاجة إلى إلغاء قفله.
تم إنشاء اللُعبة بواسطة فريق تطوير مُكون من حوالي 100 شخص بميزانية تبلغ حوالي 8 ملايين جنيه إسترليني. بدأ تطوير اللُعبة في عام 2016، بعد أن ناقشة شركة إن بي سي العالمية من شركة التطوير فرونتير ديفلوبمنتس حول إنشاء لُعبة لفيلم العالم الجوراسي: المملكة الساقطة. للقيام بذلك قام فريق فرونتير بفحص نماذج الديناصورات المختلفة والمواد المرجعية التي أرسلتها شركة يونيفرسال بيكشرز، وشاهدوا أفلام جوراسيك بارك، وقراءة الروايات ونظريات المعجبين. استشار الفريق عالم الحفريات جاك هورنر عندما صمموا الديناصورات. قام جيف غولدبلوم، وبرايس دالاس هوارد، وبي دي ونغ بإعادة تمثيل أدوارهم من سلسلة أفلام جوراسيك بارك، حيث عبروا عن ملاحظات للاعبين وساهموا في سرد قصَّة اللُعبة.
تم الإعلان عن اللُعبة في غيمز كوم 2017، وقد تلقت استقبالًا نقديًا مُختلطًا بشكل عام. أشاد النقاد بتصميمات الديناصورات ورسوماتها، لكن عُقود اللُعبة، والمحاكاة، وأسلوب اللعب الإداري كانت أقل قبولًا. كما تم انتقاد البرنامج التعليمي للعبة ومنحنى التعلم. بعد سبعة أشهر من إصدارها الأولي، باعت اللُعبة مليوني نسخة من خلال المبيعات الرقمية والمادية، مما يجعلها أنجح لُعلة أطلقتها شركة فرونتير. تم دعم اللُعبة بتحديثات مجانية ومحتوى قابل للتنزيل عند الإصدار.

## أُسلوب اللعب

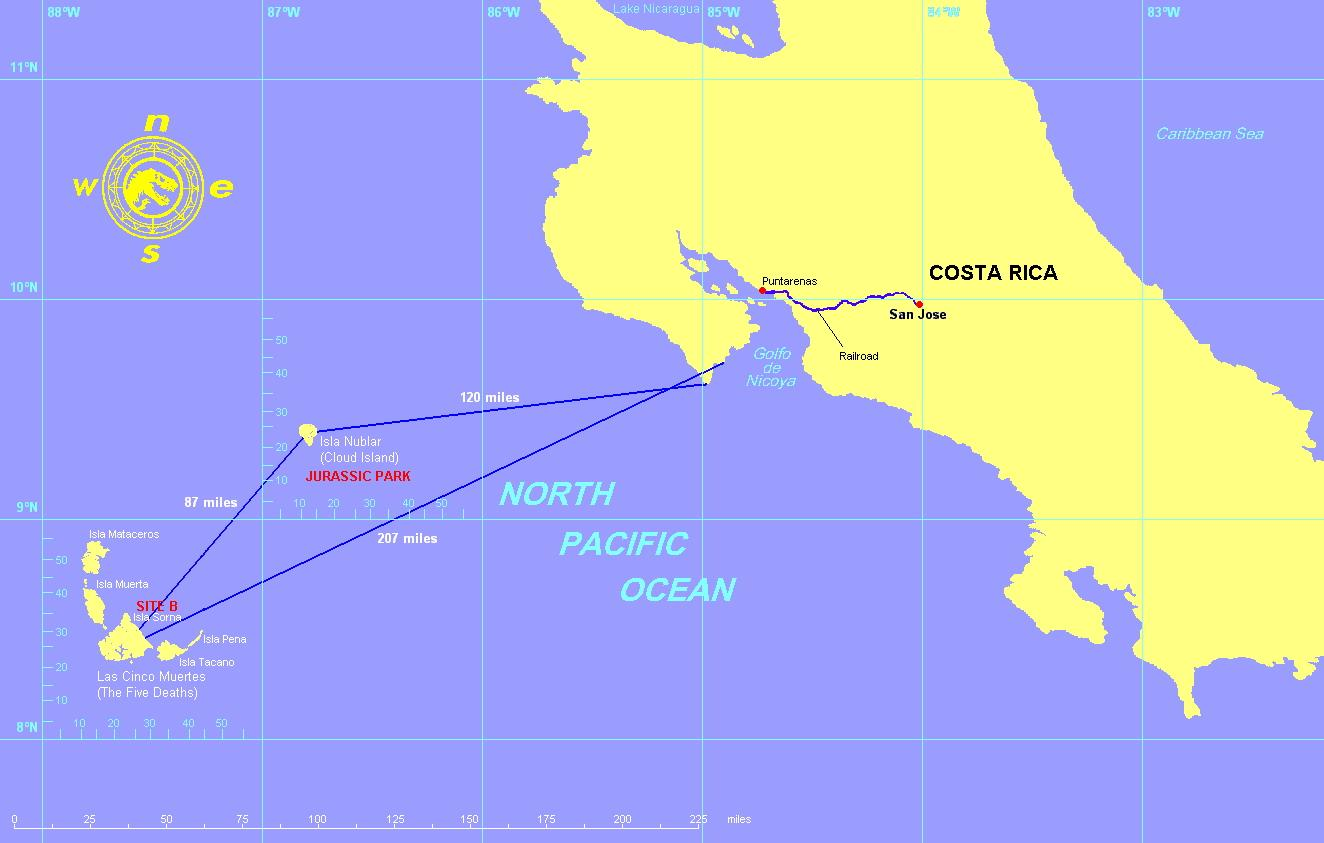
جزر جوراسيك بارك

جوراسيك وورلد أيفلوشن هي لُعبة محاكاة للتجارة تسمح للاعب ببناء حديقة ديناصورات مع مناطق الجذب ومرافق البحوث. يجب على اللاعبين بناء مركز للأبحاث، يرسل علماء الحفريات إلى مواقع الحفر للحصول على مادة الحمض النووي للديناصورات. يُؤدي تسلسل الحمض النووي، الذي يُمكن القيام به في مركز الأحافير إلى إطلاق ديناصورات جديدة وتغير صفاتهم، مثل العمر الافتراضي والمرونة. مع وجود ما يكفي من مُحتوى الحمض النووي، يمكن للاعبين استخدام مُختبر هاموند كريشن لاب لتربيت الديناصورات وحاضنها. كما يستطيع اللاعبون تحسين جينات الديناصورات من خلال دمج الحمض النووي من الأنواع الحديثة مع الديناصورات لملء فراغاتها والسماح لها بالتطور. إن التعديلات على الحمض النووي للديناصورات تُغير إحصاءاتها الأساسية، بالإضافة إلى كل شيء من مستوى عدوانيتها إلى مظهرها. وتتميز اللُعبة بأداة تضاريس تسمح للاعبين بتعديل البيئة بزرع الأشجار وخلق مصادر المياه.
الديناصورات هي عامل الجذب الرئيسي في اللُعبة وعنصر الدخل، على الرغم من أنه يمكن كسب المال من خلال بيع المنتجات في المتاجر والضيوف المقيمين في الفنادق. تتميز اللُعبة بنحو 40 نوع من الديناصورات عند الإطلاق. ويُمكن للاعبين تسمية كل ديناصور بعد حضانته. ويحتاج اللاعبون إلى بناء حاويات تحتوي على الديناصورات ليشاهدها الزوار. ولابد من تلبية احتياجات الديناصورات المختلفة، مثل نوع الطعام الذي يأكلونه ومدى التفاعلات الاجتماعية التي يحتاجون إليها، من أجل الحفاظ على صحتهم ورضاهم. وسوف تتفاعل الديناصورات، التي يسيطر عليها الذكاء الاصطناعي، مع بعضها البعض ومع البيئة، بالإضافة إلى النزلاء إذا كانوا قد اقتحموا المكان الخاص بهم. على سبيل المثال، سوف يهاجم الدنياصورات آكلات اللحوم آكلات اللحوم من أنواع مختلفة، وسوف يطاردون آكلات الأعشاب. كما يحتاج اللاعبون إلى بناء العديد من الألعاب الترفيهية، فضلًا عن وسائل الراحة مثل المطاعم والمتاجر لإرضاء الضيوف. ويُمكن للاعبين أيضًا استخدام وضع الصور الخاص باللُعبة لالتقاط صور للديناصورات، التي تساعد الحديقة على كسب المال والدعاية. كل مرفق وهدية ترفيهية تأتي مع نظام الإدارة الخاص بها. يستطيع اللاعبون تحديد وتعديل رسوم الدخول بالإضافة إلى عدد الموظفين الموجودين في كل منشأة. ويمكن بيع الديناصورات لكسب دخل إضافي.
وقد تحدث حالات طوارئ مُختلفة في الحديقة، بما في ذلك حالات انقطاع التيار الكهربائي والطقس غير المتوقع وموت الديناصورات، والتي يجب على اللاعبين معالجتها لضمان سلامة الضيوف وسعادتهم. ويُمكن للاعبين بناء مركز آي سي يو، ومحطة رانجير، وهما المسؤولان عن الحفاظ على أمن الحديقة. يمكنهم أن يفلتوا الديناصورات، والديناصورات المرضية الطبية، ومغذيات الديناصورات التموين، وديناصورات النقل، وأسوار إصلاح، ويمكن للاعبين أيضاً التحكم في المركبات من منظور شخص ثالث مثل المروحيات وشاحنات الدفع الرباعي لإكمال هذه المهام. ويمكن بناء مآوي الطوارئ لحماية الضيوف، وكذلك هياكل أمنية أخرى مثل تكرارات شبكة الكهرباء ومراكز التحذير من العواصف. ومن الممكن ترقية العديد من هذه المرافق الأمنية بحيث تصبح أكثر قوة وكفاءة عند التعامل مع حالات الطوارئ.

### أوضاع أُسلوب اللعب
في الوضع الوظيفي، يتمثل هدف اللاعب في تُطوير مُنتزهات خمس نجوم في الجزر الخيالية في أرخبيل لاس سينكو مويرتس. يُساعد الدكتور إيان مالكولم اللاعبين طوال المباراة. وسيلتقي اللاعبون بشخصيات أساسية أخرى تمثل الفروع الثلاثة لتطوير المتنزه: الترفيه، والأمن، والعلوم. كل من هذه الشخصيات تُحاول إقناع اللاعبين بتطوير الحديقة وفقًا لنصائحهم. إنهم يعطون اللاعبين «عقوداً» لإكمالها تتضمن سلسلة من الأهداف والغايات. وهذه العُقود تضيف سردًا إلى اللُعبة، فضلًا عن تقديم المكافآت والسمعة في مجالات كل منها. وينصح اللاعبون بمراقبة سمعتهم عن كثب في كل قسم. إذا كانت سمعة اللاعب في قسم ما منخفضة للغاية، فإن ذلك يُؤدي إلى حدوث عملية تخريب في حديقة اللاعب والتي يجب أن يتم حلها على الفور. على سبيل المثال، يمكن إيقاف تشغيل قدرة الحديقة مما يسمح بانتشال الديناصورات، أو يمكن إدخال مرض لإصابتها. وتستفيد هذه التقسيمات جميعها على تصنيفات الحدائق. الجزر الخمس، كل منها له خصائص وتحديات مختلفة، سوف تفتح تدريجيا مع ما يكفي من تصنيفات الحديقة الإيجابية.
إيسلا نوبلار الجزيرة التي ظهرت في الأفلام التالية الحديقة الجوراسية، والعالم الجوراسي، والعالم الجوراسي: المملكة الساقطة. يتم فتح وضع الصندل بمجرد تحقيق تصنيف حديقة أربع نجوم على جزيرة ماتانسيروس، جزيرة البداية. وبمجرد إتمام ذلك، سيتم نقل كل اللاعبين إلى الصندل في وضع وظيفي، مثل ترقيات البناء والديناصورات؛ أي شيء مقفل في الوضع الوظيفي يبقى في وضع الحماية. في وضع الحماية، يتمتع اللاعبون بأموال غير محدودة، ويُمكنهم تعيين الطقس والوقت من اليوم في منتزهاتهم. يتضمن وضع التحدي، المتوفر في تحديث بعد إصدار اللُعبة، اللعب بمستويات صعوبة قابلة للتعديل وأموال محدودة، بالإضافة إلى اختلافات أخرى مثل الرسوم والعقوبات ضد اللاعبين.
يوجد وضع متاح من القائمة الرئيسية، والذي يسمح بتشغيل كل جزيرة في وضع الحماية.

## التطوير والإصدار
لُعبة جوراسيك وورلد أيفلوشن من تطوير ونشر شركة فرونتير ديفلوبمنتس، استنادًا إلى فيلم العالم الجوراسي لعام 2015، على الرغم من أن اللُعبة لا تُعتبر من الأساطير، التي سمحت بمزيد من الحرية الإبداعية. أرادت شركة إن بي سي العالمية أن تصدر لُعبة مع فيلم العالم الجوراسي: المملكة الساقطة عام 2018 وإقتربت فرونتير ديفلوبمنتس من إنشائها قبل عامين أو نحو ذلك من صدور الفيلم في نهاية المطاف. وكانت فرونتير ديفلوبمنتس مهتمة أيضًا بخلق لعبة الديناصورات.

## وصلات خارجيَّة
- الموقع الرسمي